# Chusclan
Chusclan é uma comuna francesa na região administrativa de Occitânia, no departamento de Gard. Estende-se por uma área de 13,23 km². Em 2010 a comuna tinha 996 habitantes (densidade: 75,3 hab./km²).